# Vesicularia meyeniana
Vesicularia meyeniana là một loài Rêu trong họ Hypnaceae. Loài này được (Hampe) Broth. miêu tả khoa học đầu tiên năm 1908.